# Saint-Sulpice-de-Royan
Saint-Sulpice-de-Royan är en kommun i departementet Charente-Maritime i regionen Nouvelle-Aquitaine i västra Frankrike. Kommunen ligger  i kantonen Royan-Ouest som ligger i arrondissementet Rochefort. År 2022 hade Saint-Sulpice-de-Royan 3 417 invånare.

## Befolkningsutveckling
Antalet invånare i kommunen Saint-Sulpice-de-Royan
Referens:INSEE